# Jaroslav Vávra (ministr)
Jaroslav Vávra (* 11. dubna 1935 Přečkovice) byl český a československý politik Komunistické strany Československa, za normalizace ministr stavebnictví České socialistické republiky.

## Biografie
V roce 1959 dokončil Střední průmyslovou školu stavební. Do roku 1970 pracoval jako stavbyvedoucí a investiční technik v podnicích Pozemní stavby Gottwaldov, Ostrava a Bruntál a v podniku Ostravsko-karvinské doly. V období let 1970–1982 působil jako ředitel Okresního stavebního podniku Bruntál a roku 1982 se stal ředitelem odboru investiční politiky na českém ministerstvu stavebnictví. V roce 1983 nastoupil do funkce náměstka předsedy České plánovací komise. V letech 1977–1981 vystudoval při zaměstnání Vysoké učení technické v Brně (stavební fakulta). Byl členem OV KSČ a předsedou OV Svazu československo-sovětského přátelství. Bylo mu uděleno Vyznamenání Za vynikající práci.
V květnu 1987 byl jmenován členem české vlády Ladislava Adamce jako ministr stavebnictví a výstavby. Vládní funkci si udržel do prosince 1989.